# マティ・クラーワイン
マティ・クラーワイン（Abdul Mati Klarwein、1932年4月9日 - 2002年3月7日）は、ハンブルク生まれの画家。ロック、ジャズのレコードのジャケットを数多く描いたことで知られる。

## 経歴
ヴァイマル共和国ハンブルク生まれ。父親はポーランド出身のユダヤ人の建築家、ヨーゼフ・クラーワイン（Joseph Klarwein）。母親のエルザはオペラ歌手だった。1933年1月30日、アドルフ・ヒトラーが首相に就任。続いて3月23日にヒトラーは全権委任法を制定し、ヴァイマル共和国は崩壊。ナチスの台頭を恐れたクラーワイン一家はマティが2歳のときにイギリス委任統治領パレスチナに逃れた。
1948年5月14日にイスラエルが建国されると、母とクラーワインはパリに旅立った。1949年から1951年にかけてフェルナン・レジェに学び、エコール・デ・ボザールとアカデミー・ジュリアンに通った。
1950年代後半、アラビア語で「召使い」を意味する「Abdul」を自らの名前に付けた。1965年、フランス国籍を取得。
1970年、2つのレコードに作品が起用されたことでクラーワインの名は広く一般に知れ渡った。ひとつは3月30日に発売されたマイルス・デイヴィスの『ビッチェズ・ブリュー』の見開きジャケット（ゲートフォールド）。もうひとつは9月に発売されたサンタナの『天の守護神』のジャケットである。ただし後者は既製の作品で、1961年制作の『受胎告知（Annunciation）』が表のジャケット一面と裏のジャケット半面に使用された。その後、多くのミュージシャンのレコードに関わることとなった。
2002年3月7日、スペインのマヨルカ島デイアの自宅でがんのため死去。69歳没。

## 主なレコードのジャケット
- マイルス・デイヴィス
  - 『ビッチェズ・ブリュー』（1970年）
  - 『ライヴ・イヴル』（1971年）
- サンタナ 『天の守護神』（1970年、制作は1961年）
- バディ・マイルズ 『Message to the People』（1970年）[9]
- ザ・ラスト・ポエッツ 
  - 『This Is Madness』（1971年）
  - 『ホリー・テラー』（1993年）
- チェンバーズ・ブラザーズ 『New Generation』（1971年）
- アース・ウィンド・アンド・ファイアー 『地球最後の日』（1972年）
- オシビサ 『Heads』（1972年）
- グレッグ・オールマン 『レイド・バック』（1973年）
- ジミ・ヘンドリックス 「... And a Happy New Year」（1974年）[10]
- ジョー・ベック 『Beck』（1975年）[11]